# Menonitas en Colombia
Los menonitas en Colombia eran hasta 2016 casi solo conversos de la población colombiana en general e indígena a la fe menonita. Los conversos a la fe menonita son tanto personas que hablan español como grupos con antecedentes indígenas amerindios, en particular los Embera-Wounaan. Estos conversos no difieren mucho de otros protestantes en Colombia.
Desde 2016 menonitas étnicos conservadores de habla alemana, que son llamados menonitas de Rusia, comenzaron a emigrar a Colombia. Estos menonitas étnicos conservadores tienen sus propias costumbres e idioma, el dialecto alemán lamado Plautdietsch, y viven en colonias. Los menonitas conservadores de etnia almemana normalmente buscan un lugar tranquilo y remoto donde puedan vivir de acuerdo con su tradición que incluye vivir con sencillez, trabajar duro y servir a los demás.